# Zwinnik jarzeniec
Zwinnik jarzeniec (Hemigrammus erythrozonus) – gatunek słodkowodnej ryby kąsaczokształtnej z rodziny kąsaczowatych (Characidae).

## Występowanie
Występuje w zabarwionych na kolor brunatny bardzo kwaśnych wodach Essequibo (rzeka), najczęściej jej leśnych dopływów.

## Budowa ciała
Wielkość do 3,3 cm. Szarozielony tułów z błyszczącym pomarańczowym pasem. Grzbiet ciemniejszy. Płetwy przezroczyste lub białe. Wyhodowano odmianę albino.

## Rozmnażanie
U tego gatunku występuje zapłodnienie zewnętrzne. Ryba jajorodna. Osobniki przeznaczone do rozrodu wymagają temperatury od 23 do 25 °C. Samców przeznaczonych do rozrodu nie można odławiać siatką, ze względu na możliwość uszkodzenia delikatnych narządów płciowych.

## Hodowla
Optimum termiczne wynosi od 23 do 28 °C. Gatunek ten wymaga roślin pływających rzucających nieco cienia. Akwarium nie może być zbyt małe. twardość powinna wynosić 5 do 10°n. Najlepiej, gdy podłoże akwarium jest ciemne. Zwinnik jarzeniec nie powinien być hodowany pojedynczo.

## Pokarm
W akwariach przyjmuje rureczniki, wazonkowce, oczliki, rozwielitki, pokarmy mrożone.